# Sopraconsoli dei Mercanti
Nell'ordinamento giudiziario della Repubblica di Venezia, i Sopraconsoli dei Mercanti erano una magistratura incaricata di giudicare in istanza d'appello sulle sentenze emanate dai Consoli dei Mercanti e di giudicare sui fallimenti e dei pegni con gli Ebrei.
Istituito sin dalla metà del Duecento, questo organo si componeva di tre membri, poi cresciuti a quattro, aveva diritto di sedere in Senato sino al 1319.